# Olympische Sommerspiele 2012/Teilnehmer (Malediven)
| Gelbes Symbol für Goldmedaillen mit stilisierten Olympischen Ringen | Graues Symbol für Silbermedaillen mit stilisierten Olympischen Ringen | Braundes Symbol für Bronzemedaillen mit stilisierten Olympischen Ringen |
| ------------------------------------------------------------------- | --------------------------------------------------------------------- | ----------------------------------------------------------------------- |
| —                                                                   | —                                                                     | —                                                                       |

Die Malediven nahmen in London an den Olympischen Spielen 2012 teil. Es war die insgesamt siebte Teilnahme an Olympischen Sommerspielen. Vom Maldives Olympic Committee wurden fünf Athleten in drei Sportarten nominiert.
Fahnenträger bei der Eröffnungsfeier war der Badmintonspieler Mohamed Ajfan Rasheed.

## Teilnehmer nach Sportarten

### Badminton
| Männer                |        |   |   |    |
| Mohamed Ajfan Rasheed | Einzel | 0 | 3 | 33 |

### Leichtathletik
| Athleten     | Wettbewerb | Vorausscheidung | Vorausscheidung | Vorlauf       | Vorlauf       | Halbfinale    | Halbfinale    | Finale        | Finale        | Rang |
| Athleten     | Wettbewerb | Zeit            | Rang            | Zeit          | Rang          | Zeit          | Rang          | Zeit          | Rang          | Rang |
| ------------ | ---------- | --------------- | --------------- | ------------- | ------------- | ------------- | ------------- | ------------- | ------------- | ---- |
| Frauen       |            |                 |                 |               |               |               |               |               |               |      |
| Afa Ismail   | 100 m      | 12,52 s         | 5               | ausgeschieden | ausgeschieden | ausgeschieden | ausgeschieden | ausgeschieden | ausgeschieden | –    |
| Männer       |            |                 |                 |               |               |               |               |               |               |      |
| Azneem Ahmed | 100 m      | –               | –               | 10,84 s       | 8             | ausgeschieden | ausgeschieden | ausgeschieden | ausgeschieden | 52   |

### Schwimmen
| Athleten       | Wettbewerb     | Vorlauf | Vorlauf | Halbfinale    | Halbfinale    | Finale        | Finale        | Rang |
| Athleten       | Wettbewerb     | Zeit    | Rang    | Zeit          | Rang          | Zeit          | Rang          | Rang |
| -------------- | -------------- | ------- | ------- | ------------- | ------------- | ------------- | ------------- | ---- |
| Frauen         |                |         |         |               |               |               |               |      |
| Aminath Shajan | 50 m Freistil  | 32,23 s | 7       | ausgeschieden | ausgeschieden | ausgeschieden | ausgeschieden | 64   |
| Männer         |                |         |         |               |               |               |               |      |
| Ahmed Husam    | 100 m Freistil | 57,53 s | 2       | ausgeschieden | ausgeschieden | ausgeschieden | ausgeschieden | 53   |